# David H. Koch

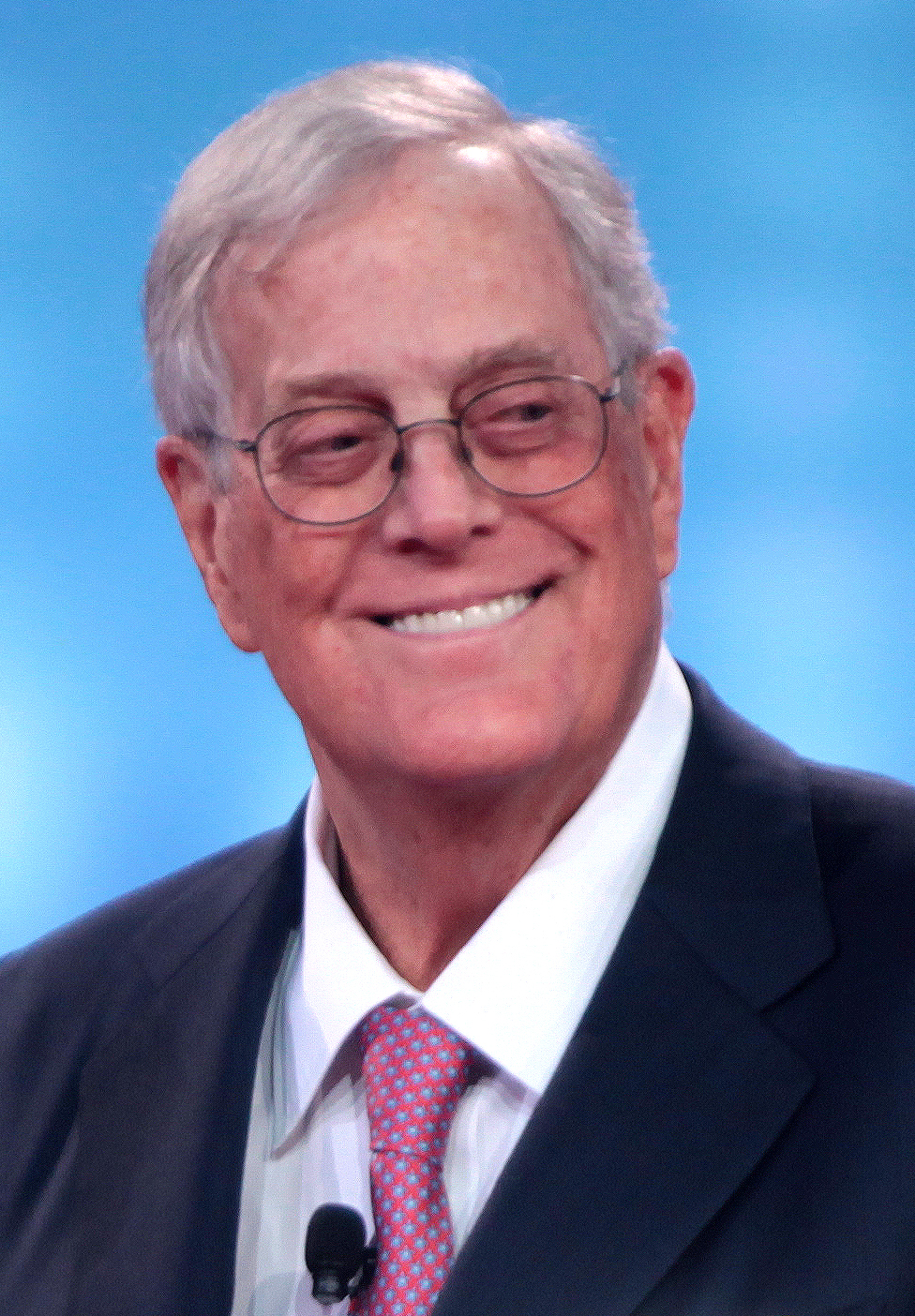
David H. Koch (2015)

David Hamilton Koch [koʊk] (* 3. Mai 1940 in Wichita, Kansas; † 23. August 2019 in Southampton, Hamptons, New York) war ein US-amerikanischer Unternehmer und Politiker. 
Er besaß – wie sein Bruder Charles G. Koch – 42 % des Konzerns Koch Industries und war von 1981 bis 2018 dessen Vizepräsident. Sein Vermögen wurde 2018 auf 43,8 Milliarden US-Dollar geschätzt. Damit belegten beide Brüder Platz 8 der Forbes-Liste der reichsten Menschen. Sie unterstützten konservativ-libertäre Kandidaten und Organisationen wie die Tea-Party-Bewegung, zu deren Radikalisierung und weitgehender Übernahme der Republikanischen Partei sie maßgeblich beitrugen. Damit verbunden war eine massive Förderung der Klimawandelleugnung. Als einer der bedeutendsten Philanthropen der USA spendete Koch vor allem für kulturelle Einrichtungen in Manhattan, wo er lebte, und für die Krebsforschung.

## Leben
Sein Vater war der Unternehmer Fred C. Koch. Er hatte drei Brüder, darunter Charles Koch, der seit 1967 der Präsident von Koch Industries ist. Am Massachusetts Institute of Technology (MIT) studierte David Koch Chemie und erwarb 1963 den Master. Danach arbeitete er in verschiedenen Unternehmen im Bereich des Ingenieurwesens, bis er 1970 als Manager bei Koch Industries einstieg. 1981 stieg er als Vizepräsident in die Firmenleitung auf. Während Charles in Wichita, dem Hauptsitz des Unternehmens, mit großem Einsatz die Firma leitete, lebte und arbeitete David in New York und genoss neben der Arbeit das Leben eines reichen Junggesellen. Er mietete die Megayacht Leander in Südfrankreich für bis zu einer halben Million Dollar pro Woche und kaufte ein Anwesen am Meer in Southampton, New York, wo er rauschende Partys veranstaltete.
1991 überlebte er ein Flugzeugunglück schwer verletzt als einziger der Passagiere in der Ersten Klasse. Im Jahr darauf wurde bei ihm Prostatakrebs diagnostiziert, eine Erkrankung, von der er auch in den letzten 27 Jahren seines Lebens nie völlig geheilt wurde. 1996 heiratete er die 33-jährige Julia M. Flesher, mit der er eine Tochter und zwei Söhne hatte. Die Familie lebte in 740 Park Avenue, einer der exklusivsten Adressen in Manhattan. Koch war der reichste Einwohner New Yorks.
Koch pflegte freundschaftliche Beziehungen zu Bill und Melinda Gates und zu Prince Charles. In seinen letzten Lebensjahren zog er sich immer mehr aus der Öffentlichkeit zurück. Mitte 2018 gab er aus gesundheitlichen Gründen seine Posten bei Koch Industries auf. Am 23. August 2019 starb er nach langer Krankheit in seinem Anwesen in Southampton. Erbin wurde seine Ehefrau Julia Flesher Koch, die je nach Berechnung 42 Milliarden Dollar bis 52 Milliarden Dollar erbte und so drittreichste Frau der Erde wurde.

## Philanthropie

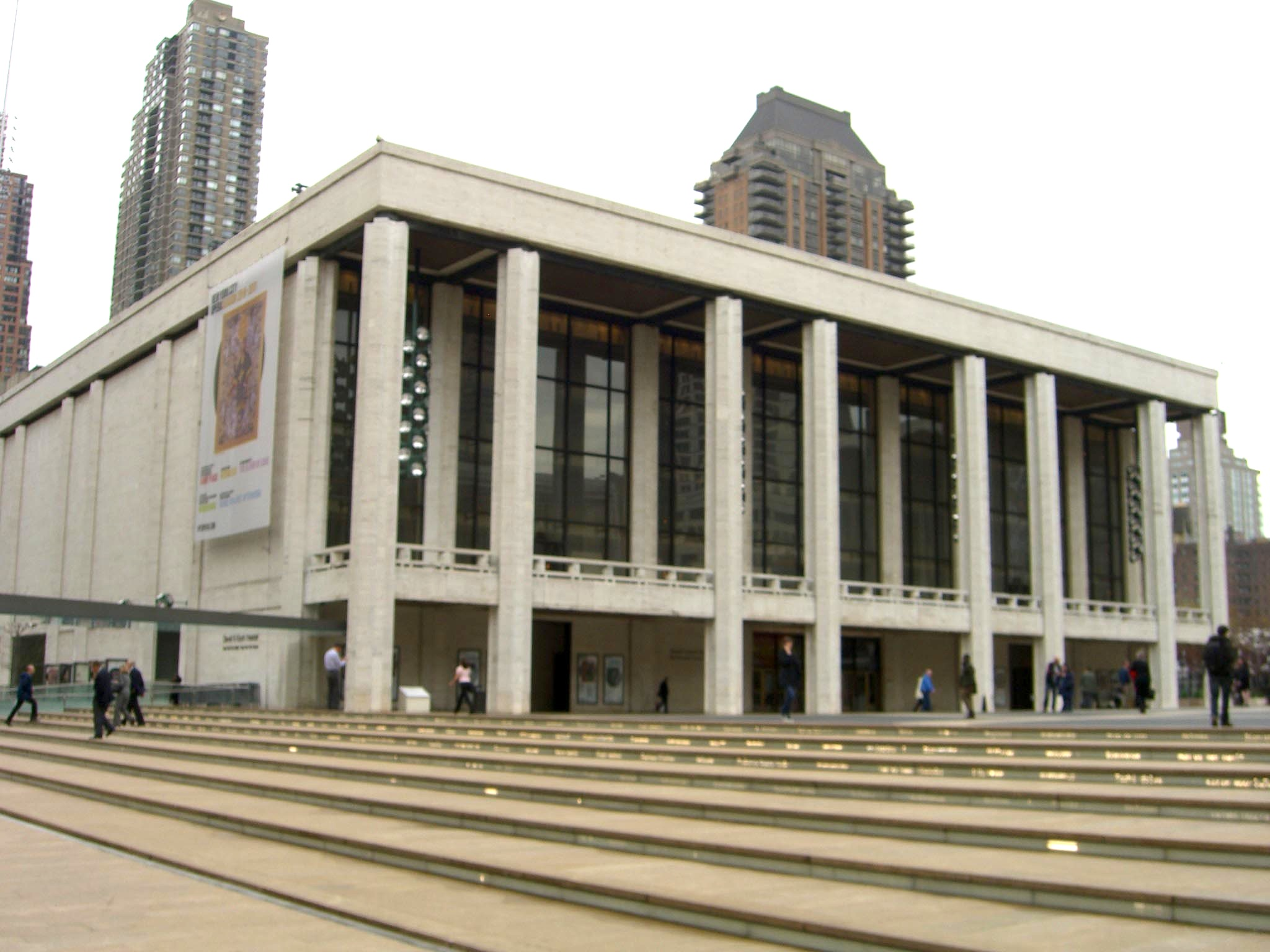
Das David H. Koch Theater im Lincoln Center, New York

Kochs Vater hatte einen Teil seines Vermögens schon zu Lebzeiten in Form eines Fonds an seine Söhne übertragen, der zur Vermeidung der Erbschaftssteuer mit der Auflage belegt war, dass 20 Jahre lang alle anfallenden Gewinne für wohltätige Zwecke gespendet werden mussten. Wie David Koch später erzählte, war er dadurch schon in jungen Jahren gewohnt, dass ein großer Teil seines Einkommens philanthropischen Zwecken zugeführt wurde („I sort of got into it.“). In späteren Jahren unterstützte er in großem Umfang das Kulturzentrum Lincoln Center, das Metropolitan Museum of Art und das American Museum of Natural History (alle in Manhattan).
2007 spendete er 100 Millionen Dollar an das MIT, wo er studiert hatte, für den Bau einer neuen Forschungsanlage. Das darin untergebrachte und 2010 fertiggestellte Institut wurde nach ihm David H. Koch Institute for Integrative Cancer Research benannt. Im selben Jahr spendete er 30 Millionen an das Memorial Sloan Kettering Cancer Center. Kochs Engagement in der Krebsforschung geht nach seiner Aussage auf seine eigene Krebserkrankung zurück. („Once you get that disease [...] you become a crusader to try to cure the disease not only for yourself but for other people.“)
2008 spendete er 100 Millionen Dollar für die Renovierung des New York State Theater im Lincoln Center, das daraufhin nach ihm benannt wurde. Das Chronicle of Philanthropy listete ihn mehrmals in seinen Top-50 der größten Spender, darunter auf Platz 11 im Jahr 2013. Insgesamt werden seine Spenden für wohltätige Zwecke auf über 1,2 Milliarden Dollar beziffert.
David Kochs philanthropische Aktivitäten waren nicht unumstritten. So schrieb Tim Dickinson in einem Nachruf im Rolling Stone Magazin, Koch habe dem Familienclan mit seinen Spenden den Respekt der Stadt New York erkauft, und verwies darauf, dass Koch Industries zu den größten Umweltverschmutzern der USA gehört und David Koch mit daran beteiligt war, die Umwelt- und Klimapolitik massiv im Sinne der Profitinteressen des Konzerns zu beeinflussen. Kein Nachruf solle ohne die Opfer des Koch-Konzerns auskommen. Jeet Heer bemerkte in The Nation, dass man bei Kochs Philanthropie nie vergessen dürfe, woher das Geld dafür kam. Die Wohltätigkeit der Koch-Brüder könne ihre Missetaten nicht aufwiegen.

## Politik
1980 wurde Koch auf Initiative seines Bruders Charles als Vizepräsidentschafts-Kandidat (Running Mate) von Edward E. Clark für die Libertarian Party bei der Präsidentschaftswahl nominiert. Obwohl Koch – als Kandidat von der Beschränkung auf 1.000 Dollar befreit – über zwei Millionen Dollar investierte, was fast 60 % des Etats der Kampagne ausmachte, erlangten sie mit 921.299 Stimmen nur 1,1 Prozent. Daraus zogen die Brüder die Konsequenz, nicht mehr auf Wahlen zu setzen, sondern sich aus der Öffentlichkeit zurückzuziehen und mit großem finanziellen Einsatz an Universitäten und in Denkfabriken ihre libertären Ansichten in der Wissenschaft zu etablieren und zu verbreiten (siehe Charles G. Koch#Politik).
Als Koch Industries zunehmend mit Gesetzen in Konflikt geriet, begannen Charles und David Koch, sich wieder für Politik zu interessieren, und entwickelten sich in den 1990er Jahren zu wichtigen Spendern für die Republikanische Partei. 1996 gehörte David Koch zur Leitung der Kampagne des republikanischen Präsidentschaftskandidaten Bob Dole gegen Bill Clinton.
2009 kam David Koch in die Schlagzeilen, als bekannt wurde, dass er im Beirat des National Cancer Institute saß, während sein Unternehmen, das zu der Zeit einer der Hauptproduzenten von Formaldehyd war, gegen die Einstufung dieser Substanz als krebserregend vorging. Koch sah darin keinen Interessenkonflikt und war aufgebracht über die Infragestellung seiner Integrität.
Mit seinem Bruder Charles spielte er eine bedeutende Rolle bei der Förderung der Tea-Party-Bewegung innerhalb der Republikanischen Partei, deren Bewegung zum rechten Rand des politischen Spektrums und ihrem Aufstieg innerhalb der Partei. Dazu gehörte die Gründung und Finanzierung der Interessengruppe Americans for Prosperity, die auch das American Legislative Exchange Council und andere rechts-konservative politische Bewegungen unterstützt. David Koch unterstützte den Ausbau von Straßen und Autobahnen und war gegen den Ausbau des öffentlichen Verkehrs, da er den Steuerzahler zu sehr belaste. Gemeinsam mit seinem Bruder war er ein einflussreicher Finanzier von Organisationen, die den menschengemachten Klimawandel bestreiten. Insgesamt ließen sie nach Angaben von Greenpeace Klimawandelleugner-Gruppierungen nach der Definition von Greenpeace seit 1997 zusammen mehr als 100 Millionen Dollar zukommen. Als Klimawandelleugner definiert Greenpeace dabei „jeden, der politische Schritte behindert, verzögert oder versucht vom Kurs abzubringen, welche dem wissenschaftlichen Konsens folgen, dass schnelles Handeln nötig ist, um die Gesellschaft zu dekarbonisieren“.

## Vermögen
David H. Koch war Multimilliardär und einer der reichsten Menschen der Welt. Gemäß der Forbes-Liste 2018 betrug sein Vermögen – wie das seines Bruders Charles – 43,8 Milliarden US-Dollar. Damit stand er bei Forbes zum Zeitpunkt seines Todes auf Platz 7 in der Liste der reichsten Menschen in den USA und auf Platz 8 der reichsten Menschen der Welt.